# Kokpit (żeglarstwo)

Schematycznie przedstawiony kokpit na jachcie mieczowym

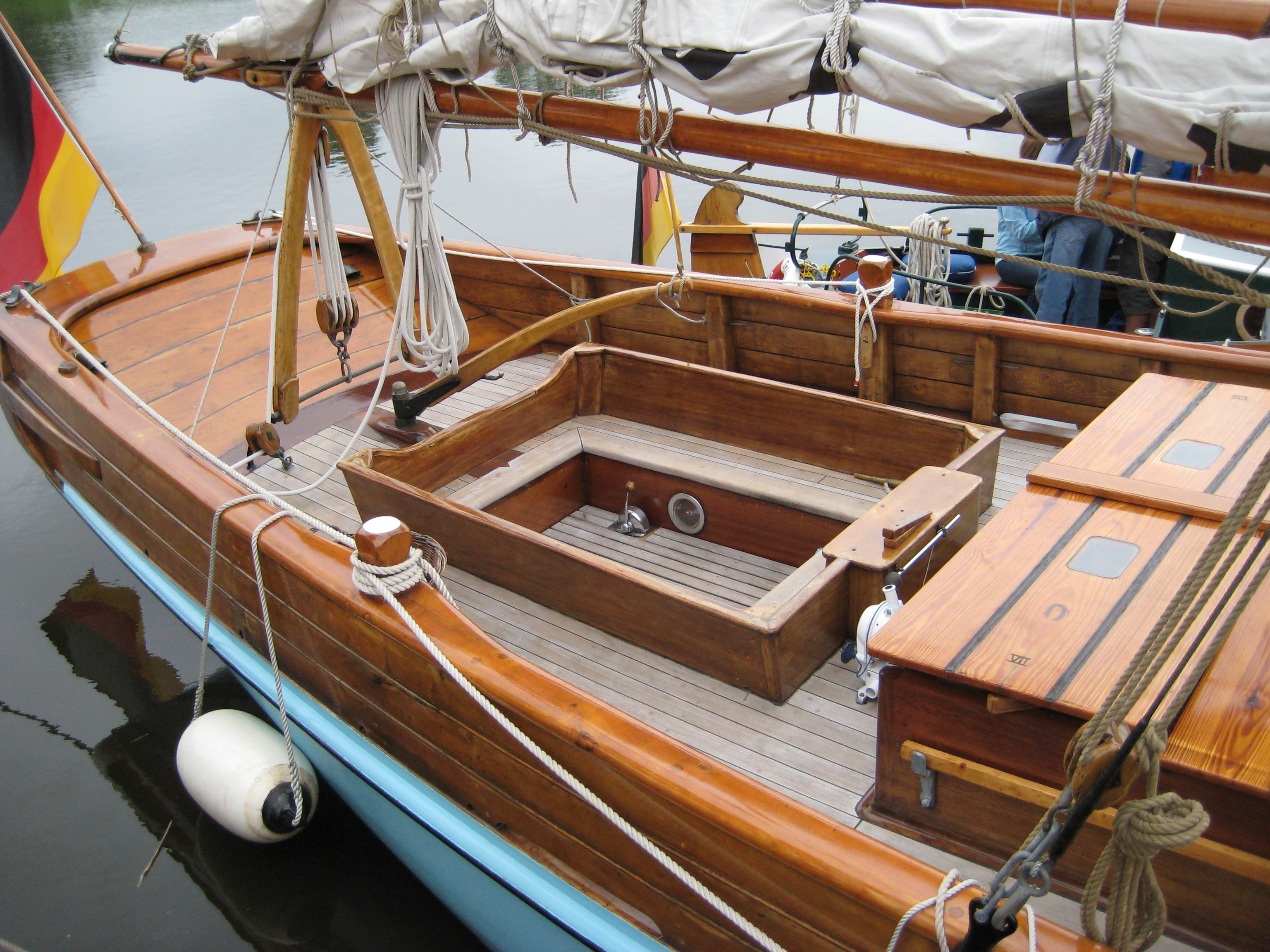
Kokpit zamknięty na jachcie drewnianym

Kokpit – zagłębienie w odkrytym pokładzie jednostki pływającej, w którym może przebywać załoga lub co najmniej trzymać w nim nogi.

## Rodzaje kokpitów
Rozróżnia się dwa rodzaje kokpitów:
- kokpit otwarty – podłogą kokpitu jest denna część kadłuba. Takie rozwiązanie stosowane jest zazwyczaj na jachtach mieczowych lub balastowych w żegludze śródlądowej. W celu odprowadzenia wody z kokpitu stosuje się odpływniki. Na małych żaglówkach najczęściej stosuje się czerpak.
- kokpit zamknięty – podłoga kokpitu stanowi oddzielną część zabudowy jachtu i znajduje się powyżej konstrukcyjnej linii wodnej. Rozwiązanie stosowane na wszystkich jednostkach morskich i dużych śródlądowych. W przypadku jachtów laminatowych kokpit stanowi integralną część pokładu i wykonany jest z tej samej formy. W jednostkach drewnianych kokpit stanowić może zagłębienie z laminatowej sklejki lub laminatu. Kokpit zaopatrzony jest w odpływniki. Pod kokpitem zamkniętym może znajdować się szereg schowków, a nawet (rzadko) małych pomieszczeń.

Kokpit jest miejscem odkrytym, może być jednak częściowo osłonięty od wiatru i fal specjalnymi osłonami lub też elementami zabudowy jachtu, takimi jak: ściana pokładówki, czy też obudowa zejściówki. Niekiedy stosuje się przeciwbryzgową osłonę zwaną dog house. Na podłodze kokpitu niekiedy ułożone są gretingi. W dużym kokpicie mogą znajdować się siedzenia, ławki lub kanapy, wejście do pomieszczeń pod pokładem, a nawet odpowiednio wyposażone stanowiska sternika (np. z kołem sterowym, nawigacją), nawigatora lub nawet kapitana. Ponadto na dużych jednostkach może znajdować się więcej kokpitów, każdy z nich może służyć innym celom. Na jachtach kabinowych występuje kokpit z bezpośrednim przejściem do zejściówki.
Kokpit lub kokpity znajdują się w centralnej lub (częściej) rufowej części jednostki – co najmniej za kolumną masztu, ale także nawet na samym końcu, w nawisie rufowym z zejściem przez rufę do wody. Jedynie kokpit wypoczynkowy może znajdować się w dziobowej części jednostki. Na niektórych jachtach spotyka się kokpit z otwartą rufą, która umożliwia swobodne spływanie wody.